# Supertomasyna
Supertomasyna – nawóz fosforowy otrzymywany przez stapianie mielonych fosforytów z węglanem sodu. Supertomasyna jest termofosfatem sodowym.
Głównym składnikiem supertomasyny jest Ca
2Na
2P
2O
8, związek ten nie jest rozpuszczalny w wodzie, przez co nie jest bezpośrednio dostępny dla roślin, pod wpływem kwasów glebowych przekształca się w formy dostępne dla roślin. Nawóz zawiera 26–27% P
2O
5 i około 42% wapnia w przeliczeniu na CaO.
Supertomasyna, ze względu na nierozpuszczalność głównego składnika w wodzie nadaje się do stosowania tylko przed siewem lub sadzeniem i po wymieszaniu z glebą. Przyswajalność składników jest mniejsza niż dla superfosfatów, przez co nie jest praktycznie stosowana od opanowania technologii produkcji superfosfatów.